# Spinasteron peron
Spinasteron peron là một loài nhện trong họ Zodariidae.
Loài này thuộc chi Spinasteron. Spinasteron peron được Barbara C. Baehr miêu tả năm 2003.